# Tlacolulade Matamoros
Tlacolulade Matamoros là một đô thị thuộc bang Oaxaca, México. Năm 2005, dân số của đô thị này là 16510 người.